# Annarita Anellino
Annarita Anellino (Gaeta, 1963) è un'ex cestista italiana.
Guardia-ala di 180 cm, ha giocato in Serie A1 con Priolo Gargallo, Catanzaro e Milano.

## Carriera
La Polenghi Priolo la preleva dal Basket Ottaviano. Nella massima serie gioca complessivamente per sei stagioni, vincendo lo scudetto nel 1988-1989 e la Coppa dei Campioni nel 1989-1990, sempre con la formazione siciliana. Veste poi le maglie di Catanzaro e Milano. Infine gioca nelle serie minori con Cerveteri e Orvieto, impiegata anche nel ruolo di ala grande. Con Orvieto, ha disputato la Serie B.

## Statistiche

### Statistiche in campionato
Dati aggiornati al 30 giugno 1992
| Stagione        | Squadra         | Competizione    | Partite | Partite | Partite | Statistiche tiro | Statistiche tiro | Statistiche tiro | Altre statistiche | Altre statistiche | Altre statistiche | Altre statistiche | Altre statistiche |
| Stagione        | Squadra         | Competizione    | Pres.   | Titol.  | Minuti  | Tiri da 2        | Tiri da 3        | Liberi           | Rimb.             | Assist            | Rubate            | Stopp.            | Punti             |
| --------------- | --------------- | --------------- | ------- | ------- | ------- | ---------------- | ---------------- | ---------------- | ----------------- | ----------------- | ----------------- | ----------------- | ----------------- |
| 1986-1987       | Polenghi Priolo | Serie A1        | 32      |         |         |                  |                  |                  |                   |                   |                   |                   | 135               |
| 1987-1988       | Ibla Priolo     | Serie A1        | 30      |         |         |                  |                  |                  |                   |                   |                   |                   | 218               |
| 1988-1989       | Enichem Priolo  | Serie A1        | 35      |         |         |                  |                  |                  |                   |                   |                   |                   | 178               |
| 1989-1990       | Trogylos Priolo | Serie A1        | 21      |         | 276     | 19/45            | 3/10             | 7/15             | 12                | 11                | 13                |                   | 54                |
| 1990-1991       | Catanzaro       | Serie A1        | 30      |         | 583     | 48/121           | 8/38             | 40/63            | 58                |                   | 22                |                   | 160               |
| 1991-1992       | Gemeaz Milano   | Serie A1        | 29      |         | 259     | 25/59            | 6/20             | 28/38            | 25                | 1                 | 10                |                   | 96                |
| Totale carriera | Totale carriera | Totale carriera | 177     |         | 1.118   | 92/225           | 17/68            | 75/116           | 95                | 12                | 45                |                   | 841               |

### Statistiche nelle coppe europee
Dati aggiornati al 30 giugno 1990
| Stagione        | Squadra         | Competizione    | Partite | Partite | Partite | Statistiche tiro | Statistiche tiro | Statistiche tiro | Altre statistiche | Altre statistiche | Altre statistiche | Altre statistiche | Altre statistiche |
| Stagione        | Squadra         | Competizione    | Pres.   | Titol.  | Minuti  | Tiri da 2        | Tiri da 3        | Liberi           | Rimb.             | Assist            | Rubate            | Stopp.            | Punti             |
| --------------- | --------------- | --------------- | ------- | ------- | ------- | ---------------- | ---------------- | ---------------- | ----------------- | ----------------- | ----------------- | ----------------- | ----------------- |
| 1986-1987       | Polenghi Priolo | Ronchetti       | 2       |         |         |                  |                  |                  |                   |                   |                   |                   | 16                |
| 1987-1988       | Ibla Priolo     | Ronchetti       | 4       |         |         |                  |                  |                  |                   |                   |                   |                   | 27                |
| 1988-1989       | Enichem Priolo  | Ronchetti       | 8       |         |         |                  |                  |                  |                   |                   |                   |                   | 33                |
| 1989-1990       | Enimont Priolo  | C. Campioni     | 11      |         |         |                  |                  |                  |                   |                   |                   |                   | 28                |
| Totale carriera | Totale carriera | Totale carriera | 25      |         |         |                  |                  |                  |                   |                   |                   |                   | 104               |

## Palmarès
- Campionato italiano: 1
Trogylos Priolo: 1988-89
- Coppa dei Campioni: 1
Trogylos Priolo: 1989-90